# Одіс
Одіс (лат. Odis) — порода собак, виведена в Україні.

## Історія
Ще в 80-ті роки минулого століття одеськими кінологами проводились направлені в'язки між породами — жорсткошерстий фокстер'єр, карликовий пудель, мальтійська болонка. Ці досліди були як вдалими, так і не дуже. І в результаті селекційного відбору до кінця 90-х років ХХ століття утворилась група собак, що мали спільних предків, і близьких по екстер'єру. В 1999 році від суки KROHA LAPUSHKA DIO PRESENT и кобеля ZIGFRID було отримано виводок. Всі цуценята виявились бажаного типу. А сука, що народилась в цьому виводку, FRANSHIKA DIO PRESENT була признана еталоном породи і стала родоначальницею всіх ОДІСів, що існують.
Нова породна група отримала назву на честь міста, в якому вона народилась. На першій прес-конференції, що проходила в місті Одеса, журналістам була представлена нова породна група собак і журналісти, в свою чергу, розшифрували назву породи ОДІС як абревіатуру — Одеська Домашня Ідеальна Собака.
В 2008 році ОДІСи були признані першою Українською Національною породою собак, на президії Кінологічного Союзу України (КСУ) було прийнято рішення видавати їм родоводи встановленого взірця, і було затверджено робочий стандарт породи.

## Екстер'єр
Загальний вигляд сучасного ОДІСа — життєрадісний, темпераментний, енергійний собака. Має зовнішню схожість з Українською Вівчаркою. Міцність кістяку та будови мають вагоме значення при невеликих розмірах, але це не означає, що ОДІС повинен бути незграбним, перевантаженим чи грубо складеним. Він в жодному разі не повинен бути високоногим і приземкуватим. ОДІС повинен потужно відштовхуватись задніми кінцівками і дуже широко виносити передні кінцівки відповідно до довжини корпусу. Важливі загальні розміри, будова і пропорційність. По всьому корпусу ОДІС вкритий густою довгою шерстю 7-10 см з добре розвиненим підшерском. На голові волосяний покрив утворює чубчик, вуса та бороду. Хвіст в спокійному стані опущений вниз, у збудженому стані піднятий над лінією спини.

## Призначення
Декоративна собака–компаньйон, яка має гарне здоров'я, міцну нервову систему, доброзичлива і товариська як з людьми, так і з іншими тваринами, невибаглива в утриманні. ОДІС чудово дресирується, фізично витривалий, любить довготривалі прогулянки, здатний стати відмінним напарником в заміських прогулянках для свого власника. При цьому щоденний вигул ОДІСа не забирає багато часу.
Довга прекрасна шерсть ОДІСа не потребує особливого догляду, достатньо собаку купати по мірі забруднення. Ця процедура разом з сушінням займає близько сорока хвилин.

## Стандарт
- Ідеальна висота в холці: кобелі — 37 см, cуки — 35 см.
- Допускається відхилення в зростанні +/- 2 см.
- Глибина грудної клітини: половина від висоти в холці.
- Довжина голови: складає 40 % від висоти в холці.
- Довжина морди: приблизно ½ довжини голови.
- Індекс довжини: 110
- Окрас білий, білий з плямами різних кольорів (крім печінкового), білий з сірим (блакитний), темно-сірий, палевий різних відтінків (крім оранжевого).